# Taifa Murcia
Taifa Murcia (arabsky طائفة مرسية) byla jednou z mnoha muslimských taifských států středověkého al-Andalusu (muslimského Španělska) na Pyrenejském poloostrově v časech reconquisty. Maurské království vzniklo v 11. století po rozpadu Córdobského chalífátu, kdy se osamostatnilo město Murcia. Součástí celku se stala také města Albacete a Almería. S úpadkem Almorávidů Murcie zesílila natolik, že mohla zaujmout silnou opozici vůči Almohadům. O výsledku bylo rozhodlo na bojišti, roku 1165 byla Murcie poražena v bitvě a po ní následoval úpadek. Roku 1266 byla Murcie anektována po dobytí hlavního města Kastilskou korunou.